# 佐久間盛重
佐久間 盛重（さくま もりしげ）は、戦国時代の武将。織田氏の家臣。通称は大学助で、佐久間大学の名でも知られる。

## 概略
尾張の戦国大名・織田信秀の代からの家臣で、信長の弟・信行（信勝）付きの家老となったようで、天文20年（1551年）の信秀の葬儀では、信行に供奉している。
弘治2年（1556年）、信長と信行の兄弟対立では、同族の佐久間信盛らと同じく信長方に味方した。信行方の柴田勝家や林秀貞の攻撃に備えて名塚砦に置かれ、稲生の戦いで同砦を堅持して、その際に信行方の橋本十蔵を討ち取った。
永禄3年（1560年）の桶狭間の戦いでは、その前哨戦において5月に丸根砦の守備に置かれ、近隣の鷲津砦と連携して今川方の尾張侵攻の拠点である大高城を牽制する任を担ったが、大高城救援のため出陣した今川方の部将の松平元康（後の徳川家康）勢の攻撃により18日に丸根砦は陥落し、盛重は討死した。『三河物語』では「打モラサレて落て行」ったとしているが、いずれにせよその後の記録はない。
盛重の子、盛昭は姓を「佐久間」から「奥山」へ変え、丹羽長秀・豊臣秀吉に仕えた。娘は新庄直頼・佐久間盛政に嫁いだという。